# Wechselbeanspruchung
Der Begriff Wechselbeanspruchung verdeutlicht die Auswirkungen einer Beanspruchung, die in verschiedenen Richtungen bzw. in wechselnder Stärke (Schwellbeanspruchung) wirken und das Gefüge eines (meist) metallischen Werkstoffes verändern kann.
Fehlt dem Werkstoff die nötige Elastizität (meist spröde Legierungen), so wird das Gefüge unter Wechselbeanspruchung zerstört. In der Praxis bedeutet das Spannungsrisse, die zum Bruch des Werkstoffes führen können.

## Arten
Wechselbeanspruchungen werden verursacht durch unterschiedlich stark wirkende Belastungen, beispielsweise
- Zug-Druck-Wechselbeanspruchungen, z. B. aufgrund von Druckschwankungen in einem Druckbehälter (Druckwechselbeanspruchung)
- Temperaturänderungen bei Aufheiz- oder Kühlvorgängen (Temperaturwechselbeanspruchung oder thermische Wechselbeanspruchung)
- Änderungen äußerer oder innerer Lasten (Windlasten, unterschiedlicher Füllgrad eines Behälters).

## Auswirkung
Wechselnde, zyklische Belastungen führen zu einer Ermüdungsschädigung, falls die zulässige Anzahl von Belastungszyklen überschritten wird. Dies wird als Erreichen der Ermüdungslebensdauer bezeichnet.